# Le Breuil-Bernard
Le Breuil-Bernard korábbi község Franciaország Új-Aquitania régiójában, Deux-Sèvres megyében.
Lakosainak száma 535 fő (2018. január 1.). Le Breuil-Bernard La Chapelle-Saint-Étienne, Largeasse, Moncoutant, Moutiers-sous-Chantemerle és Pugny községekkel határos.
2019. január 1-jén öt másik korábbi községgel egyesült és az így létrejött Moncoutant-sur-Sèvre új község része lett.

## Népesség
A település népességének változása:
| Lakosok száma | 498  | 513  | 540  | 534  | 535  |
|               | 2013 | 2015 | 2016 | 2017 | 2018 |